# Wrecking Ball (Lied)

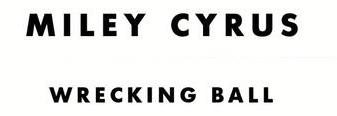
Logo der Single

Wrecking Ball ist ein Lied der US-amerikanischen Sängerin Miley Cyrus. Das Lied wurde von Lukasz Gottwald (Dr. Luke) produziert und am 25. August 2013 als Teil der iTunes-Vorbestellung ihres vierten Albums Bangerz durch RCA Records veröffentlicht. Das Lied wurde gemischt bis positiv aufgenommen, wobei das dazugehörige Musikvideo von mehreren Kritikern negativ bewertet wurde.

## Hintergrund und Inhalt
Wrecking Ball wurde von Sacha Skarbek, Stephan Moccio, Lukasz Gottwald, Maureen Anne McDonald und Henry Russell Walter geschrieben und von Gottwald und Russell Walter produziert.
Die Aufnahme des Liedes wurde bereits im Juli 2013 in einem Interview mit der Zeitschrift Idolator bestätigt.
Es wird angenommen, dass Wrecking Ball Cyrus’ Beziehung zu dem Schauspieler Liam Hemsworth thematisiert, mit dem sie von 2012 bis 2013 verlobt war.

I came in like a wrecking ball/ All I wanted was to break your walls/ All you ever did was wreck me

„Ich bin hereingekracht wie eine Abrissbirne/ Alles, was ich wollte, war deine Mauern zu zerstören/ Alles, was du tatest, war mich zu zerstören.“

I never meant to start a war/ I just wanted you to let me in/ And instead of using force/ I guess I should’ve let you win

„Ich hatte nie vor, einen Krieg zu beginnen/ Ich wollte nur, dass du mich hereinlässt/ Und anstatt es mit Gewalt zu versuchen/ Hätte ich dich wohl gewinnen lassen sollen.“

## Musikvideo
Das Video wurde am 9. September 2013 von VEVO veröffentlicht. Es beginnt mit einer Nahaufnahme von Cyrus Gesicht, weinend vor einem weißen Hintergrund. In der Folge wird die Sängerin unter anderem nur ochsenblutfarbene Schnürstiefel tragend, auf einer Abrissbirne (englisch Wrecking Ball) sitzend und kurzzeitig einen Vorschlaghammer leckend gezeigt. Diese Szenen wurden von mehreren Kritikern negativ bewertet. 24 Stunden nach seiner Veröffentlichung erreichte das Video 19,3 Millionen Klicks und brach somit den VEVO-Rekord von One Direction (12,3 Millionen). Regisseur des Musikvideos ist der Fotokünstler Terry Richardson.

## Kommerzieller Erfolg

### Chartplatzierungen
Wrecking Ball konnte sich auf Platz 50 der Billboard Hot 100, auf Platz 44 der Canadian Hot 100 und auf Platz 19 der irischen Charts platzieren, bevor das Lied als Single veröffentlicht worden war. In den ersten zwei Wochen verkaufte sich das Lied in den USA etwa 291.000 Mal durch Downloadverkäufe.
| ChartsChartplatzierungen       | Höchstplatzierung | Wochen |
| ------------------------------ | ----------------- | ------ |
| Deutschland (GfK)              | 6 (35 Wo.)        | 35     |
| Österreich (Ö3)                | 2 (23 Wo.)        | 23     |
| Schweiz (IFPI)                 | 5 (32 Wo.)        | 32     |
| Vereinigte Staaten (Billboard) | 1 (32 Wo.)        | 32     |
| Vereinigtes Königreich (OCC)   | 1 (26 Wo.)        | 26     |

| ChartsJahrescharts (2013)      | Platzierung |
| ------------------------------ | ----------- |
| Deutschland (GfK)              | 47          |
| Österreich (Ö3)                | 35          |
| Schweiz (IFPI)                 | 49          |
| Vereinigte Staaten (Billboard) | 18          |
| Vereinigtes Königreich (OCC)   | 41          |

| ChartsJahrescharts (2014)      | Platzierung |
| ------------------------------ | ----------- |
| Schweiz (IFPI)                 | 73          |
| Vereinigte Staaten (Billboard) | 44          |

| ChartsJahrescharts (2010–2019) | Platzierung |
| ------------------------------ | ----------- |
| Vereinigte Staaten (Billboard) | 99          |

### Auszeichnung für Musikverkäufe
| Land/Region                  | Auszeichnungen für Musikverkäufe (Land/Region, Auszeichnung, Verkäufe) | Verkäufe   |
| ---------------------------- | ---------------------------------------------------------------------- | ---------- |
| Australien (ARIA)            | 8× Platin                                                              | 560.000    |
| Belgien (BRMA)               | Gold                                                                   | 15.000     |
| Brasilien (PMB)              | 2× Diamant                                                             | 320.000    |
| Dänemark (IFPI)              | Gold                                                                   | 15.000     |
| Deutschland (BVMI)           | Platin                                                                 | 300.000    |
| Finnland (IFPI)              | —                                                                      | 60.394     |
| Frankreich (SNEP)            | —                                                                      | 88.200     |
| Italien (FIMI)               | 2× Platin                                                              | 60.000     |
| Kanada (MC)                  | 4× Platin                                                              | 320.000    |
| Mexiko (AMPROFON)            | Diamant · + 5× Gold                                                    | 450.000    |
| Neuseeland (RMNZ)            | 3× Platin                                                              | 90.000     |
| Niederlande (NVPI)           | Platin                                                                 | 20.000     |
| Norwegen (IFPI)              | 11× Platin                                                             | 110.000    |
| Österreich (IFPI)            | Gold                                                                   | 15.000     |
| Portugal (AFP)               | Gold                                                                   | 5.000      |
| Schweden (IFPI)              | 3× Platin                                                              | 120.000    |
| Schweiz (IFPI)               | Platin                                                                 | 30.000     |
| Spanien (Promusicae)         | 2× Platin                                                              | 120.000    |
| Vereinigte Staaten (RIAA)    | 9× Platin                                                              | 9.000.000  |
| Vereinigtes Königreich (BPI) | 2× Platin                                                              | 1.660.000  |
| Insgesamt                    | 5× Gold · 49× Platin · 3× Diamant ·                                    | 13.358.594 |

Hauptartikel: Miley Cyrus/Auszeichnungen für Musikverkäufe

### Auszeichnungen für Musikstreaming
| Land/Region          | Auszeichnungen für Musikverkäufe (Land/Region, Auszeichnung, Verkäufe) | Verkäufe  |
| -------------------- | ---------------------------------------------------------------------- | --------- |
| Dänemark (IFPI)      | Platin                                                                 | 1.800.000 |
| Spanien (Promusicae) | Platin                                                                 | 8.000.000 |
| Insgesamt            | 2× Platin ·                                                            | 9.800.000 |